# Корильяно-Россано
Корильяно-Россано (італ. Corigliano-Rossano — муніципалітет в Італії, у регіоні Калабрія, провінція Козенца.